# Dusona lacivia
Dusona lacivia är en stekelart som först beskrevs av Cresson 1874.  Dusona lacivia ingår i släktet Dusona och familjen brokparasitsteklar. Inga underarter finns listade i Catalogue of Life.